# Jinbaori

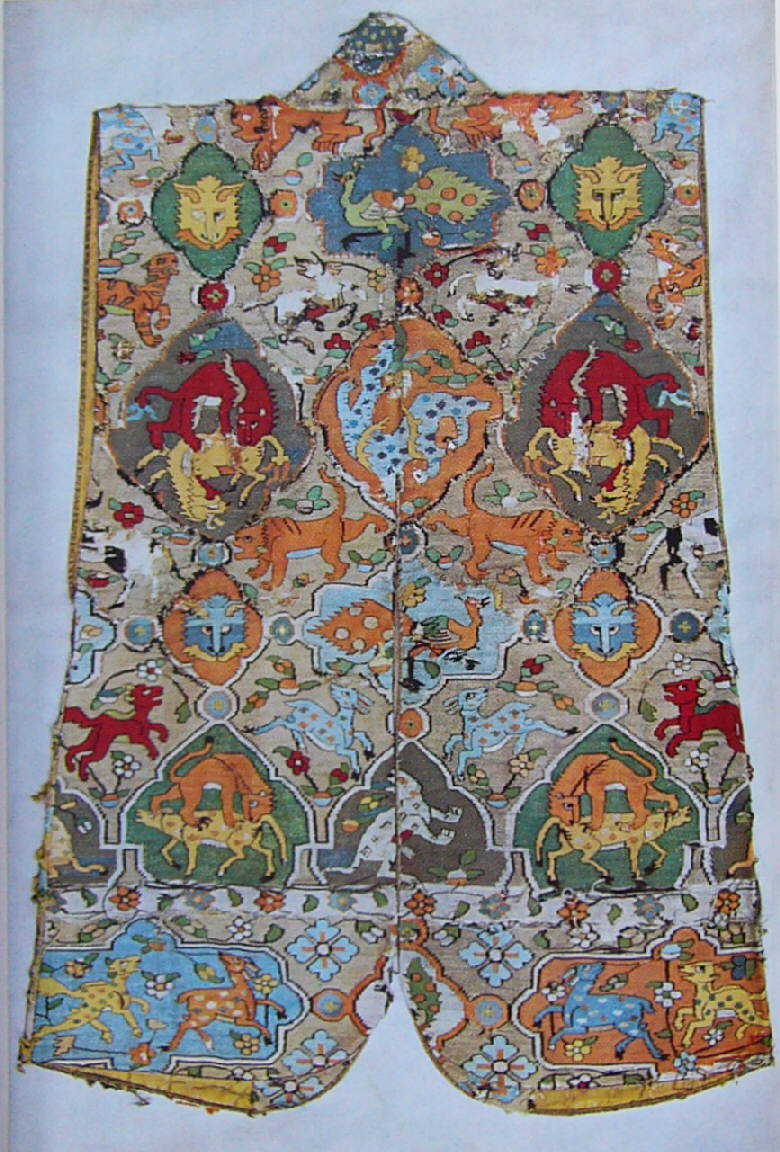
Jinbaori di Toyotomi Hideyoshi - seconda metà del XVI secolo.

Jinbaori (o jimbaori) è il nome indicante il surcotto tipico della tradizione militare giapponese. 
Sopraveste solitamente priva di maniche, lunga fino al ginocchio, veniva indossata sopra la corazza dō. Non è ancora molto chiaro se si trattasse di un abito meramente cerimoniale, portato per enfatizzare la possanza del bushi  durante le rassegne militari o le ambasciate, o un capo di vestiario d'uso campale.